# American Fighter
American Fighter ist ein US-amerikanischer Martial-Arts- und Action-Film aus dem Jahre 1985. Sam Firstenbergs Film der Cannon Group etablierte den „American Ninja“ (Originaltitel) Michael Dudikoff als B-Film-Actionstar.

## Handlung
Joe Armstrong ist Soldat auf einem US-Army-Stützpunkt auf den Philippinen. Das einzige, was den wortkargen Einzelgänger interessiert, ist Kampfkunst, ansonsten erweist er seinen Vorgesetzten keinen Respekt. Doch dann wird erst ein Konvoi und dann der Stützpunkt von einheimischen Rebellen unter der Führung eines geheimnisvollen schwarzen Ninjas angegriffen. Armstrong tritt entgegen dem Befehl seines Sergeants Rinaldo den Angreifern mutig entgegen. So kann er zwar die Tochter Patricia des Colonels Hickock vor den Angreifern retten, aber vier Soldaten werden getötet, wodurch er auf dem Stützpunkt zu einem Außenseiter wird. Erst als er in einem Zweikampf den Ausbilder Corporal Curtis Jackson mühelos besiegt, gewinnt er den Respekt der Einheit zurück. Im weiteren Verlauf des Films stellt sich heraus, dass Joe Armstrong selbst ein Ninja ist, der seit seiner Kindheit an Amnesie leidet und von einem japanischen Kriegsveteranen in der Kunst des Kampfes ausgebildet wurde. 
Als Joe Armstrong mit Patricia ausgeht, sieht er im selben Restaurant Rinaldo, wie dieser mit dem Gangsterboss Ortega diniert. Rinaldo lockt Joe in eine Falle. Er soll aus einem Warenhaus mit einem Truck Waren abholen, doch dort wird Joe von Ninjas attackiert. Joe kann die Ninjas ausschalten, doch einer entkommt mit seinem Truck. Joe kann sich an den Truck klammern und gelangt so in Ortegas Hacienda. Dort sieht er das Training der Ninja-Einheit, welche vom geheimnisvollen Black-Star-Ninja trainiert wird und welche für Ortega Waffen stiehlt. Mithilfe des japanischen Holdouts Shinyuki, der für Ortega arbeitet, entkommt Joe der Hacienda. Der Japaner entpuppt sich später als ehemaliger Ausbilder von Joe und dem Black-Star-Ninja.
Zurück auf dem Stützpunkt wird Joe auf Rinaldos Weisung von der MP verhaftet und in einen Gefängnisblock gesteckt. Nachts dringt Black-Star-Ninja dort ein und versucht, Joe zu ermorden, doch er entkommt ihm und dem Gefängnis. Nun glauben die Amerikaner, er wäre der Waffendieb. 
Nur Jackson und Patricia glauben ihm. Als sie Hickock ins Bild setzen, wird klar, dass auch der Colonel in den Waffenhandel entwickelt ist. Der Black-Star-Ninja entführt Hickocks Tochter. Während einer Verfolgungsjagd mit zwei Jeeps wird Rinaldo getötet. Anschließend macht sich Joe auf, Patricia zu retten. Auf der Hacienda kommt es zum finalen Kampf zwischen Joe und den Black-Star-Ninja, den Joe für sich entscheiden kann. Joe befreit Patricia aus dem Hubschrauber, bevor Jackson diesen samt Ortega mit einer Rakete zerstört.

## Produktion und Hintergrund
- Ursprünglich sollte Chuck Norris die Hauptrolle übernehmen. Produzent Golam hatte die Idee zu einem Film mit dem Titel American Ninja und wollte Norris als Hauptdarsteller einsetzen. Dieser lehnte eine solche Rolle hingegen ab. Drehbuchautor James Brunner legte daraufhin einen Entwurf vor, in dem Norris eine Person spielte, die den Codenamen American Ninja trug, eigentliche Ninja hingegen sollten keine weitere Rolle spielen. Aus dieser Filmidee entstand schließlich die Produktion Invasion U.S.A. (1985), wiederum mit Norris in der tragenden Rolle.[2]
- Bei einem Budget von etwa einer Million US-Dollar spielte der Film in den USA ca. 10,5 Millionen US-Dollar an den Kinokassen ein.[3]
- Die Dreharbeiten fanden auf den Philippinen statt.[4]
- Dudikoff und Steve James spielten Seite an Seite in insgesamt drei Filmen, die allen für Cannon Films entstanden. Dudikoff wurde durch den Film zu einem der neuen Stars des Produktionsstudios.[5]
- Sam Firstenberg übernahm die Regie auch für den zweiten Teil der Reihe. Er hatte zuvor bereits für Cannon Filme inszeniert, darunter auch Ninja-bezogene Produktionen.[6]
- Der Film war bis September 2011 indiziert, nach einer Neuprüfung der FSK wurde er ungekürzt ab 16 freigegeben.[7]
- Die Erstveröffentlichung auf VHS war trotz FSK-18-Freigabe und Indizierung an einigen Stellen gekürzt.[8]

## Kritik
„Brutales Gewaltspektakel, das blutige Metzeleien als billigste Unterhaltung anbietet.“

## Fortsetzungen
Der Erfolg von American Fighter zog vier Fortsetzungen nach sich. Michael Dudikoff und Steve James übernahmen in der ersten Fortsetzung American Fighter II – Der Auftrag wieder ihre Rollen. Diese Produktion inszenierte erneut Sam Firstenberg. Ab dem dritten Teil der Serie wurde David Bradley in der titelgebende Hauptrolle inszeniert. In American Fighter 4 – Die Vernichtung treten beide „American Fighter“ gemeinsam auf. Bei diesen beiden Filme übernahm Cedric Sundstrom die Regie. American Fighter 5, der letzte Teil der Reihe, wurde nur noch für den Videomarkt produziert. Dieser Film hat nichts mit der übrigen Reihe zu tun und wurde nur aus Verkaufsgründen als Teil 5 (bzw. American Ninja 5) benannt.